# Persian Gulf Residency
Die Persian Gulf Residency, nach ihrem Sitz auch Bushire Residency genannt, war der Dreh- und Angelpunkt der indirekten britischen Herrschaft in der Region. Sie bestand von 1822 bis 1971. Im Gegensatz zu Indien verzichtete man vor ca. 1890 auf direkte koloniale Besitznahme der Gebiete. Seinen Sitz hatte der Resident (PRPG; Balyuz al-Khalij) bis 1946 auf Bushir, danach bis 1971 in Bahrain. Von wirtschaftlicher Bedeutung war die Region zunächst durch ihre Naturschwämme und Perlenfischerei. Die beiden 1865–69 verlegten Telegraphenkabel ermöglichten den direkten Kontakt zwischen dem Mutterland und Indien. Die Eröffnung des Suez-Kanals im selben Jahr erhöhte ebenfalls die strategische Bedeutung des Persischen Golfs. Das Handelsvolumen, abgesehen von den Häfen von Basra und Muskat, blieb bis 1930 vergleichsweise gering. Nach 1924 begann die Ölgewinnung an Bedeutung zu gewinnen.

## Geschichte
Das wirtschaftliche Interesse der East India Company beschränkte sich zunächst auf die persische Nordseite des Golfs, wo 1619 in Dschask eine erste Persia Agency gegründet wurde. Sie wurde, nach Vertreibung der Portugiesen von der Insel Hormus 1622, in das ehemalige Gombroon und nun umbenannte Bandar Abbas verlegt. Der Hafen blieb Hauptquartier bis zur Zerstörung durch die Franzosen 1759. Es unterstanden die Faktoreien von Schiraz (gegr. 1617), Isfahan (1617), Basra (1635–57, erneut ab 1723), Bandar Rig (nur 1755–6) und Bushir (1763). Broker agierten in Kermānschāh (1720er) und Muskat (ca. 1758). Seine Anweisungen erhielt der Resident vom Gouverneur der Presidency in Bombay. Die Verwaltungseinheit hieß nach dem neuen Hauptsitz Basrah Agency von 1763 bis 1778, danach bis 1822 Bushire Agency, der in diesem Jahr noch der Bereich der Lower Gulf Agency (1811–22; Qatif und Bahrain) zugeschlagen wurde, die auch das Gebiet der vormaligen Muscat Agency (ca. 1758-1810) mit umfasste. Zwischen 1797 und 1819 wurde es nötig, zum Schutz der Händler, mehrere bewaffnete Marineexpeditionen gegen die Pirate Coast zu entsenden. Strategische Interessen wurden berührt, als Fath Ali Schah 1807 mit Napoleon die Franko-Persische Allianz schloss. 1809, nach dem Ende dieser Allianz, nahm auch der politische Einfluss der Briten in der Region wieder zu. 1822, als der Gültigkeitsbereich der Regulating Act von 1773 auf den Persischen Golf ausgeweitet wurde, ist das eigentliche Gründungsjahr der Persian Gulf Residency als politisches Instrument, bis 1878 das Generalkonsulat Fars geschaffen wurde. Der erste Resident cum Konsul wurde John MacLeod.

### Viktorianische Ära bis Erster Weltkrieg
Im Gegensatz zu Indien verzichteten die Briten lange auf formale Protektoratsverträge, nachdem 1820 die Verträge mit den Herrschern von Bahrain, der Piratenküste (nach 1853 „befriedeter Oman“) und Muskat abgeschlossen waren. Diese wurden erst ab den 1880er Jahren häufiger, als die Briten in Furcht vor dem russischen Vordringen nach Süden zeigten. Diese Phase kam mit der Vertrag von Sankt Petersburg (1907) zu Ende als die Mächte Afghanistan und Persien, ohne Befragung der Betroffenen, als „unabhängige“ Pufferstaaten neutralisierten.
Insofern mit den einzelnen Herrschern Verträge abgeschlossen wurden so zielten sie zuerst (bis 1853) auf ein Verbot der Sklavenjagd, Piraterie und Schutz gestrandeter Schiffe ab. Danach wurde auf eine Abschaffung des Sklavenhandels gedrängt, gleichzeitig mischte man sich in Nachfolgestreitigkeiten ein. Ab den 1880er Jahren wurden Abkommen häufiger, die Zolltarife festschrieben, Waffenimport und -export verboten und den Herrschern vorschrieben, ihre Außenbeziehungen (was sehr weitgehend definiert wurde) nur von den Briten wahrnehmen zu lassen. Britische (weiße) Staatsangehörige unterstanden der strafrechtlichen Exterritorialität. Zur Jahrhundertwende begann man, den Briten Monopole auf Post- und Telegraphendienste einzuräumen. Nach dem Ersten Weltkrieg, als der Irak britisches Völkerbundsmandat geworden war, wurde die Kontrolle der regionalen Ölvorkommen von größter Bedeutung. Einigen der Herrscher der Schutzstaaten des Trucical Oman wurde ab den 1880ern das Recht auf Salutschüsse, analog den indischen Fürstenstaaten, zugestanden. Oman stand zwar seit dem Vertrag von 1809 unter teilweisen britischen Protektorat und – nachdem man ihm 1890 seinen wertvollsten Landesteil, die Insel Sansibar, abgenommen hatte – es war aber seit etwa 1900 vollkommen von diesen abhängig, in der Sprache der Diplomaten wurde nur behauptet, dass man eine „spezielle vertragliche Beziehung“ habe, der Sultan aber ein unabhängiger Herrscher sei.
Das osmanische Reich weitete in der zweiten Hälfte des 19. Jahrhunderts seinen Einfluss über die Stämme auf der arabischen Halbinsel aus. 1871-2 wurden Hasa und Katar (bis 1916) besetzt. Die Stämme im Inland unterwarfen sich, britischerseits verhielt man sich besonders im lang anhaltenden Kampf der Clans der Bin Rashid und Bin Saud zurückhaltend.
Nach 1892 durften Schiffe der Scheichtümer auf der arabischen Halbinsel die britische Flagge führen. Ihre Bürger galten außerhalb ihrer Heimat zwar nicht als britische Untertanen (subjects), waren diesen als protected persons oder dependents annähernd gleichgestellt.
Lord Curzon bereiste die Region 1889–90 und erneut als indischer Vizekönig 1903. Zwischen 1907 und 1910 gelangten mindestens 30.000 Martini-Henry-Gewehre, von denen 90.000 von deutschen und französischen Waffenhändlern aus australischen und neuseeländischen Beständen aufgekauft worden waren, über den persischen Golf nach Kandahar und von dort in die afghanische Grenzregion. Eine Seeblockade unterband ab 1911 diesen für die Briten bedrohlichen Waffenschmuggel.

### Erster Weltkrieg
Ab Ende 1914 begann im gebirgigen Hinterland von Bushir die vom deutschen ehemaligen Konsul Wilhelm Wassmuss inspirierte Aufstandsbewegung einheimischer Stämme gegen die in Persien einmarschierten britischen Truppen. Bis 1917 kontrollierten sie einen großen Teil des südwestlichen Persien. Von britischer Seite rekrutierte man die South Persian Rifles als – nicht übermäßig verlässliche – Hilfstruppe. Die Kämpfe gaben den Anlass zum Bau von modernen Straßen von Bushir ins Landesinnere, auch wurde eine Schmalspurbahn eingerichtet.
Der Kommandeur der Expeditionstruppe zur Eroberung von Mesopotamien Percy Zachariah Cox fungierte gleichzeitig als Resident, delegierte diese Funktion jedoch. Katar wurde 1916 offiziell britisches Protektorat. Als Ibn Saud sich im Ersten Weltkrieg weigerte, dem osmanischen Sultan Unterstützung zu gewähren, verbündeten sich die Briten mit ihm. Das nach einem Treffen mit Cox geschlossene Abkommen führte zu einem unabhängigen Staat. Durch eine geschickte Kombination aus Waffengewalt und Diplomatie gelang es den Saudis, Angehörige der puritanischen Wahhabiten-Sekte des Islam, ihre Macht im nächsten Jahrzehnt auszuweiten. Die endgültige Form des als Saudi-Arabien bekannten Staates ist im Vertrag von Jeddah 1927 festgeschrieben. Grenzfragen in Wüstengebieten wurden jedoch erst in der zweiten Hälfte des 20. Jahrhunderts geklärt.

### Ab 1920

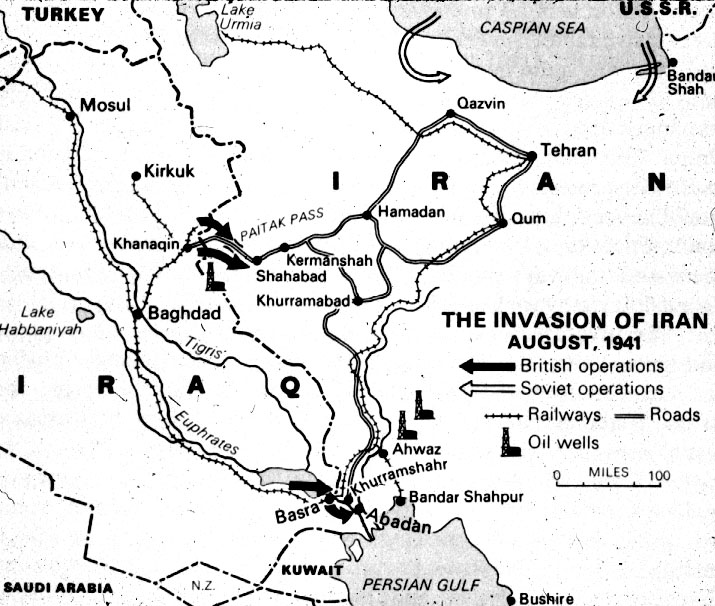
Invasion 1941

Die Entdeckung von Erdöl erhöhte die strategische Bedeutung der Region. Ebenso waren die Flughäfen für den von Imperial Airways (später BOAC) 1932 nach Indien eingerichteten Passagierdienst wichtig.
Am 25. August 1941 überfielen britische und sowjetische Truppen den Iran und hielten diesen bis 1946 besetzt. Vom 28. November bis zum 1. Dezember 1943 fand die Teheran-Konferenz der Alliierten statt.

### Nach 1947
In der Dhofar-Region des Oman bekämpften britische und iranische Truppen die seit 1963 aktive Dhofar Liberation Front (nach Fusion und Umbenennung ab 1968: Popular Front for the Liberation of the Occupied Arabian Gulf (PFLOAG), arab. al-Jabha al-Sha'abiya li-Tahrir al-Khalij al-'Arabi al-Muhtall, ab 1974: Popular Front for the Liberation of Oman (PFLO)). Die Rebellion wurde im Januar 1976 für beendet erklärt, obwohl es bis 1979 vereinzelt Zwischenfälle gab. Bereits 1970 hatte Sultan Qabus ibn Said mit Billigung und Unterstützung der Briten seinen Vater Said ibn Taimur gestürzt.

## Organisation
Das gesamte leitende Personal, bis 1860 zwei, später nie mehr als 7-9 Personen, rekrutierte sich bis 1947 aus dem Foreign Department des Indian Civil Service (ICS), dessen diplomatischer Dienst seit 1937 offiziell Indian Political Service (IPS) hieß. Der Posten, als Residentur der 2. Klasse, war wegen seines unangenehmen Klimas unbeliebt. Mittlere Chargen, vielfach Inder, gehörten dem Unconvenated Service (UCS, ab 1892 Provincial Civil Service) oder dem regional rekrutierten darunterstehenden Subordinate Civil Service (SCS, gegr. 1892) aus Indern und Persern an. Die Ärzte (surgeon, 1901: 650 Rs. p.m.) kamen aus dem IMS, meist war je einer in Bushir, Muskat und Basidu stationiert. Der Resident war seit Einrichtung eines Generalkonsulatsbezirks Fars, zuständig für Südpersien, von 1878 bis 1946 in Personalunion immer auch Konsul. In dieser Eigenschaft repräsentierte er und berichtete, über die Legation in Teheran, an das Foreign Office in London, als Resident war er dem Government of India (GoI) verantwortlich, eine Doppelzuständigkeit, die besonders nach dem Ersten Weltkrieg des Öfteren zu Komplikationen führte. Der Resident, so er vom Militär kam, hatte im 19. Jahrhundert üblicherweise den Rang eines Obersten oder Kapitän z. S. Er bezog 1860 ein monatliches Salär von 2400 Rs., sein Assistent erhielt 500 Rs. (1900: 800), Native Agents zwischen 80 und 120 Rs. (1900: 50-200 Rs).
Nachgeordnete Agencies, üblicherweise unter einem Native Agent (wakil) bestanden in Bahrain (1822/34–1971), Shiraz (bis 1903, dann Konsulat bis 1951), Basidu (etwa 1860–1935), Lingah (1830–1910, 1924–29), Gwadar (1880–1958), Bampur (1901-4), Kermanshah, Kuwait (1899–1904) u. a. Von 1880 bis 1931 gab es Außenposten in Dschask und Tschabahar unter dem Muscat Agent (1867–1951). Die Personalkosten für einheimische Arbeiter lagen nur bei etwa einem Zehntel von denen für Engländer.
1822–78
Der Resident hatte 1-3 Assistenten (Europäer oder Anglo-Inder) und 1-2 Munshis (lokal rekrutierte Muslims) und kontrollierte die Agents in:
- Ostarabien: 1) Bahrain, 2 ) Qatif (verlegt nach Sharjah 1823), 3) Muskat (1840–43 und 1867-1951 zugleich Konsul; inklusive Gwadar)
- Persische Küste unter Araber-Herrschaft: 1) Basidu (Sitz des SNOPG, und je eines eigenen Agenten für Sklaverei und Bunker-Kohlen, 2) Lingah, 3) Mughu (1823–30)
- Inneres Persien: 1) Shiraz, 2) Kermanshah

Konsulatsbezirk
Nachdem der Resident in Personalunion Generalkonsul für Fars, Khusistan und Laristan (1878–1946) geworden war, wurden Zuständigkeiten innerhalb der Residentur kaum verändert. Es gab einen Vize-Konsul, der bis 1946 immer zugleich der erste Assistent des Residenten war, danach übernahm diese Stellung ein Angehöriger des Levant Consular Service des Foreign Office (FO). Die Agenturen im persischen Inland wurden, ebenfalls in Personalunion, zu Konsulaten aufgewertet, deren Leiter anfangs häufig aus dem IETD kamen. Neue (Vize)-Konsulate wurden in Ahvaz (1904–51), Muhammarah (1890-1951; bezahlt vom FO) und Bandar Abbas (1900–31) eingerichtet.
Das Gesamtbudget der Residentur im Finanzjahr 1899 betrug 626870 Rs. (£ 41348), davon waren Personalkosten 143585 Rs, der Rest für den Unterhalt der Kanonenboote HMS Sphinx und HMIS Lawrence sowie der abgeordneten indischen Truppen. Das Personal der Post- und Telegraphenstationen wurde vom IETD bezahlt.
1946–1971
Die Residentur wurde 1946 nach Bahrain verlegt. Die untergeordneten Agenturen gliederten sich in:
- Bahrain Agent, der bis 1949 auch für Katar und bis 1962 für den Trucical Oman zuständig war. Letzterer trug den Titel Sharaj Agent, dann Political Officer Trucical States (POTG). Dieser Posten wurde nach 1962 aufgeteilt in:
  - Political Officer Trucical States Dubai
  - Abu Dhabi Agent
- Qatar Agent (1954–71)
- Kuwait Agent
- Muscat Agent & Consul, Generalkonsul ab 1951.[19]

### Justiz
Der Resident war zugleich Gerichtsherr über Briten, die Exterritorialität genossen. Dispute zwischen Briten und Einheimischen wurden anfangs vom örtlichen Herrscher entschieden. Ab 1861 kam es zur Einrichtung sogenannter Agency Courts, die die Zuständigkeiten für zivilrechtliche Streitigkeiten zwischen Briten (nach 1909 über alle Ausländer) und Einheimischen übernahmen. Die Kompetenzen wurden vom GoI für den Resident Court 1889 und die Agency Courts erst 1913 geregelt.

### Militär
Bis zu zwei Drittel des Personals des ICS rekrutierte sich vor 1880 aus weißen Offizieren der Indian Army. In Friedenszeiten unterhielt man auf Bushir nur ein vergleichsweise kleines Kontingent von Truppen der indischen Armee, diese wurden jedoch bei Bedarf schnell durch von Kanonenbooten angelandeten Verstärkungen unterstützt. Der kommandierende Marineoffizier des Gulf Squadron trug 1821–30 den Titel Senior Marine Officer, danach Senior Naval Officer in the Persian Gulf (SNOPG). Das Squadron hatte zur Zeit der Segler fünf bis sieben Schiffe, nach Einführung des Dampfantriebs vier bis sechs Schiffe, die Diplomatie betrieben. Stationiert waren sie ab 1823 im Hafen von Basidu (Insel Qeschm), bis 1911 die Verlegung auf die vorgelagerte Insel Henjam erfolgte. Die nächste Verlegung erfolgte auf iranischen Druck 1935 nach Ras al-Jufair (Bahrain). Diese Basis wird seit November 1971 von der 5. US-Flotte zur Verteidigung amerikanischer Interessen genutzt. Kleinere Heeres- und Luftwaffenstützpunkte wurden im 20. Jahrhundert u. a. in Muscat (Heer: 1913–21), Bahrain, Basra (RAF: 1915–59) Oman (RAF: 1932–77) und Sharaj (Heer: 1951–71, RAF: 1932–71) unterhalten. Lokal ausgehoben, aber von Offizieren der Indian Army kommandiert wurden das Sistan Levy Corps ab 1915, nach 1921 umbenannt in Muscat Levy Corps, die South Persian Rifles (1916–21) sowie die Trucical Oman Levies, die ab 1955 Trucical Oman Scouts hießen (1951–71). Im Zweiten Weltkrieg dienten einheimische Soldaten auch als RAF Levies.

### Telegraph
Nach Bau der interkontinentalen Telegraphenkabel wurden die Stationen von abgestelltem Personal des British India Telegraph Department (IETD) geleitet. Ähnliches galt nach Errichtung eines britischen Postmonopols in den Gebieten der arabischen Golfküste.

### Einheimisches Personal
Jede Agency hatte einheimisches Personal (Monatsgehälter 1901), deren Tätigkeiten wie folgt bezeichnet wurden:
Ein broker (hindi: dallal) war zur Zeit der Ostindischen Kompanie ein einheimischer Händler, später übernahmen sie beschränkte repräsentative und Spitzeltätigkeiten. Auch die Agenten (native agents) kleinerer Posten wurden bis 1830 unter indischen Hindus, danach Muslimen rekrutiert. Der clerk oder munshi (80-150 Rs.) war als Schreiber für die tägliche Verwaltung zuständig, oft waren es Armenier oder Inder, Munshi konnte aber auch einen Dolmetscher bezeichnen. Darüber stand oft ein dragoman (analog dem mir munshi in Indien), der den politischen Agenten in Fragen der lokalen Gebräuche beriet. Die Newswriter (akhbar nawis) hatten, wie auch ihre Kollegen in Rajasthan, die Aufgabe den Briten Informationen zuzutragen.
Der shroff (von arab. saraf), auch daftardar oder tahsildar genannt, einer Agency war der zuständige Buchhalter.
An Hilfspersonal gab es meist mehrere bhisti also Wasserträger (8–12¼ Rs.), farrashin den (uniformierten) Pedell (11 Rs.), natur einen oder mehrere (Nacht-)Wächter (12¼ Rs.), sowie die unerlässlichen sweeper, khalasi und punka wallas (jeweils 10 Rs). Cussids (qasids) waren Kuriere, die das persische Hinterland bereisten, wenn sie beritten waren hießen sie ghulam. Ihre Bezahlung war anfangs geschwindigkeitsabhängig, dann gab es monatlich 12 Rs. Nach 1877 wurde der Gebrauch der persischen Staatspost üblich.